# Thelymitra vulgaris
Thelymitra vulgaris är en orkidéart som beskrevs av Jeffrey A. Jeanes. Thelymitra vulgaris ingår i släktet Thelymitra och familjen orkidéer. Inga underarter finns listade i Catalogue of Life.